# Jede Menge Kohle
Jede Menge Kohle è un film del 1981 diretto da Adolf Winkelmann.

## Riconoscimenti
- Lola al miglior film 1981